# Palau de Sanjika
El Palau de Sanjika és la residència oficial del president de la República de Malawi. El govern l'ha convertit en la casa oficial des de 1983 i es troba a Blantyre, a la Regió Sud.
Al palau de Sanjika hi viu Lazarus Chakwera, president de la República de Malawi des del 28 de juny de 2020.

## Història

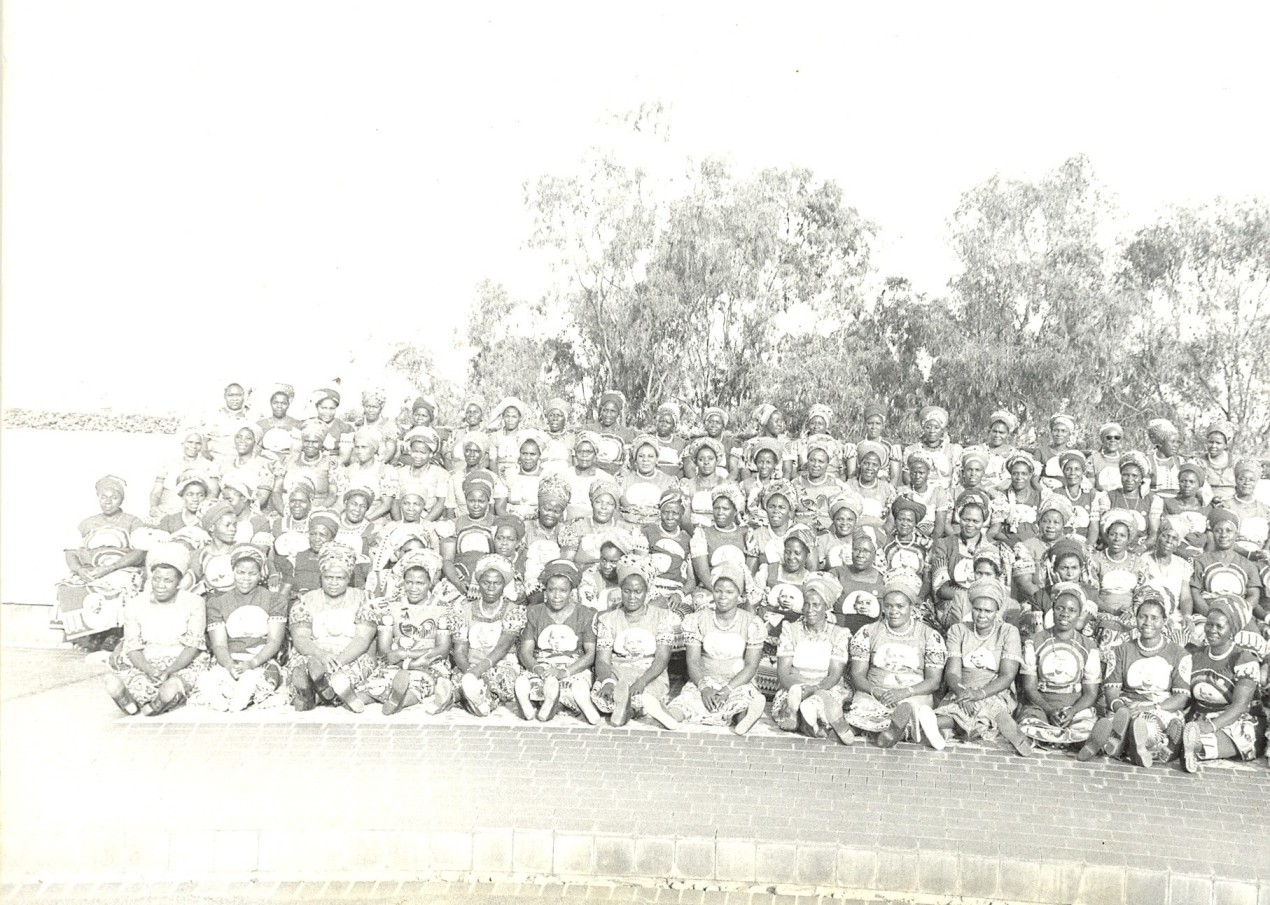
Dones al palau de Sanjika, acompanyades per Cecilia Kadzamila.

Els primers presidents de Malawi, els dictadors Hastings Kamuzu Banda i Baliki Muluzi, van viure al palau. El president Banda va assegurar que el perseguien dos petits esperits, i és que és habitual al país la creença en fantasmes. Banda, educat per missioners escocesos presbiterians, va voler decorar el palau amb elements escocesos. Banda va viure trenta anys al palau amb Cecilia Tamanda Kadzamira primer com a infermera privada i després com a amfitriona oficial, fins que esdevingué Primera dama de Malawi. La gent del palau tenia més por a Mama Kadzamira que no pas al president.
El president Muluzi tenia malsons amb l'esperit de dos polítics que van morir en un accident de cotxe en estranyes circumstàncies. Un dia s'hi va enfrontar, però després la seva dona i els seus fills van començar a patir un mal de cap permanent. Finalment van abandonar el palau.
S'han relatat altres històries de fantasmes en els darrers anys en aquest palau. El març del 2000 un responsable del govern de Malawi, Bingu wa Mutharika, va passar uns dies a l'oficina de la Unió Europea a Brussel·les, per tractar la situació política. Va explicar que creia que hi havia esperits a la casa, que eren animals invisibles que passejaven a la nit.
El 14 de juny de 2021, un home va rebre trets a les dues cames quan intentava entrar al palau.